# Тео ван Дусбург
Тео ван Дусбург (нід. Theo van Doesburg, справжнє ім'я: Крістіан Еміль Марі Кюппер / нід. Christian Emil Marie Küpper; *30 серпня 1883, Утрехт, Нідерланди — 7 березня 1931, Давос, Швейцарія) — нідерландський художник, архітектор і скульптор, теоретик мистецтва, один із засновників артоб'єднання «Стиль» і художнього напрямку «неопластицизм».

## Життя і творчість
Разом з Пітом Мондріаном Тео ван Дусбург організував рух абстрактного мистецтва «Стиль» (De Stijl), програму і основні ідеї якого висловив у видаваному ним артчасописі тієї ж назви. Основою поглядів ван Дусбурга була спроба звести об'єктивну гармонію витвору мистецтва у всіх проявах до певних геометричних елементів. Цю теорію ван Дусбург широко пропагував під час подорожі по Німеччині, Австрії та Чехословаччині в 1917 році. Ці нові принципи незабаром мали значний вплив на розвиток архітектури, літератури, графіки та музики.
За фахом ван Дусбург був архітектором, живопису ж вивчився самотужки. Побудові картин Мондріана у правих кутах ван Дусбург протиставив своє бачення абстрактної композиції — діагональне, назвавши цю манеру «контер-композицією». Для захисту своєї художньої позиції, яка не збігалась з манерою Мондріана, художник висловив свої ідеї у виданому ним у 1930 році журналі «Арт конкрет», що вийшов лише один раз.
Під час свого короткочасного захоплення дадаїзмом ван Дусбург видав у 1922 році дада-часопис «Мекан».
У 1926—28 роках ван Дусбург працював спільно з Гансом Арпом і Софією Тобер-Арп над перебудовою і оформленням нічного ресторану «Обетт» у Страсбурзі.
Тео ван Дусбург зі своїм рухом «Стиль» справив значний вплив на так зване «конкретне мистецтво», що з'явилося згодом.

## Вибрані твори
- «Композиція противаг VIII», 1924 (Інститут мистецтв, Чикаго, США);
- «Вітраж III», 1917 (Муніципальний музей, Гаага);
- «Кімната у домі Барта ван дер Лігта», 1919 (Муніципальний музей, Гаага);
- «Контра-конструкція, дім художника», 1923 (Муніципальний музей, Гаага);
- «Конструкція кольору в четвертому вимірі простору-часу», 1924.

## Галерея
Еволюцію художніх засобів і напрямків ван Дусбурга демонструють нижче наведені роботи митця різних років: